# Турман, Мэри
Мэри Турман (англ. Mary Thurman; 24 апреля 1895—22 декабря 1925) — американская актриса немого кино.

## Ранняя жизнь
Мэри Кристансен родилась в Ричфилде, штат Юта и была одним из семи детей в мормонской семье. Её отец умер в 1906 году. Обучалась в Университете штата Юта англ. University of Utah и получила специальность учителя.

## Карьера
Кинокарьера Турман началась в съёмках комедий Мака Сеннета, в частности снявшись в таких фильмах как, «Бомбы» (1916) и «Дураки» (1925). Самый большой успех пришёл к актрисе, когда она начала сотрудничать с режиссёром Алланом Двоном. Они вместе участвовали в производстве нескольких фильмов, положительно оценённых критиками. Также они были обручены в течение нескольких лет. С 1915 и вплоть до своей смерти в 1925 году, Мэри снялась в около шестидесяти фильмах производства Pathé Studios.
Была замужем за  сыном судьи Верховного суда штата Юта, Сэмьюэлом Турманом. В 1919 году они развелись.

## Смерть
В 1924 году во время съёмок фильма «Вниз по реке Савани» во Флориде, Мэри заболела пневмонией. Она госпитализирована и провела в больнице около года. Скончалась в Нью-Йорке от пневмонии 22 декабря 1925 года в больнице Flower Hospital. В тот момент рядом с ней находилась её подруга — актриса Хуанита Хансен. Была похоронена на городском кладбище Ричфилда, родного города актрисы, в штате Юта.

## Избранная фильмография
- Ягнёнок (1915)
- Бедные сиськи[англ.] (1919)
- Принц и Бетти[англ.] (1919)
- Високосный год[англ.] (1921)
- Сломанная кукла (1921)
- Грех Марты Квид (1921)
- Зелёное искушение[англ.] (1922)
- Заза[англ.] (1923)
- Актёрство с Эллен[англ.] (1924)
- Исполняя желание[англ.] (1924)
- Плохая свадьба[англ.] (1925)